# 島根県立浜田水産高等学校
島根県立浜田水産高等学校（しまねけんりつ はまだすいさんこうとうがっこう、英: Shimane Prefectural Hamada Fisheries High School））は、島根県浜田市瀬戸ヶ島町にある県立水産高等学校。通称は水高、浜水。

## 沿革
- 1948年 - 島根県立浜田水産高等学校創立。漁業科と水産製造科を設置[1]。
- 1952年 - 専攻科漁業科を設置
- 1956年 - 機関科新設
- 1959年 - 専攻科機関科を設置
- 1990年 - 海洋技術科、食品科学科、流通経営科の3科に再編。
- 2003年 - 海洋技術科と食品流通科を設置。

## 設置学科

### 全日制課程
- 海洋技術科
  - 海洋コース
  - 機関コース
- 食品流通科

### 専攻科
- 漁業専攻科
- 機関専攻科

## イベント
- 体育祭
- 水高祭

## 実習船
神海丸やあわしまがある。
神海丸
699t。定員93。
沿岸から遠洋にわたる漁業実習や航海・機関実習に使用。
あわしま
19t。定員25。
沿岸海洋実習に使用。

## アクセス
- 路線バス 石見交通[3]
  - 浜田駅から、長沢・瀬戸ケ島線 瀬戸ヶ島口下車